# Пол Муні
Пол Муні (англ. Paul Muni), ім'я при народженні Фредерік Мешілем Маєр Вайзенфройнд (нім. Meshilem Meier Weisenfreund); (*22 вересня 1895, Львів — †25 серпня 1967, США) — американський артист кіно й театру єврейського походження. Лауреат премії Оскар («найкращий актор») за фільм «Історія Луї Пастера» (1936).

## Біографія
Фредерік Мешілем Маєр Вайзенфройнд народився 22 вересня 1895 у Львові на території Австро-Угорської імперії. Його батьками були актори єврейського театру на їдиші Натан і Саллі Вайзенфройд. У 1900 родина переїхала до Лондона, за два роки емігрувала до США. Спочатку вони оселилися в Клівленді, а 1908 переїхали до Чикаго.
Муні дебютував на сцені єврейського театру у віці 12 років, зігравши 80-річного старця у п'єсі «Два трупи на сніданок». Тоді він виступав під своїм зменшеним ім'ям Муни Вайзенфройнд. Незабаром ним зацікавився Моріс Шварц, директор Єврейського художнього театру на Другій авеню Манхеттена, і підписав з юним актором контракт.
У 1921 Муні одружився з єврейською театральною акторкою Беллою Фінкель — сестрою бродвейського режисера Ейба Фінкеля та донькою антрепренера Моріса Фінкеля, та прожив з нею у шлюбі до самої смерті.
У 1926 році актор дебютував на Бродвеї в англомовному спектаклі «Ми — американці» Сема Гаррісса.
1929 — підписав контракт із кіностудією «Фокс» — перший же фільм Пола Муні «Хоробрий» був висунутий на «Оскара».
Потім був Голлівуд — головні ролі в фільмах «Обличчя зі шрамом», «Я — каторжник-втікач». І знову номінація на «Оскара» і знову невдача.
Кіностудія «Ворнер Бразерз» визнала Пола Муні видатним актором і підписала з ним довгостроковий контракт. І не помилилась.

## Вибрана фільмографія
- 1929 — Хоробрий
- 1932 — Обличчя зі шрамом — Тоні Камонте
- 1932 — Я — втікач-каторжанин — Джеймс Аллен
- 1933 — Світ змінюється — Орін Нордхольм-молодший
- 1935 — Місто на кордоні — Джонні Рамірес
- 1935 — Чорна лють — Джо Радек
- 1936 — Історія Луї Пастера — Луї Пастер
- 1937 — Добра земля — Вонг
- 1937 — Жінка, яку я кохаю — лейтенант Клод Морі
- 1937 — Життя Еміля Золя — Еміль Золя
- 1939 — Хуарес — Беніто Пабло Хуарес
- 1939 — Ми не самі — Девід Ньюкомб
- 1941 — Гудзонова затока — П'єр-Еспрі Радіссон
- 1942 — Коммандос йдуть у бій на світанку — Ерік Торесен
- 1945 — Пісня на згадку — професор Джозеф Елшнер
- 1946 — Янгол на моєму плечі — Едді Каджл, суддя Фредрік Паркер
- 1952 — Незнайомець на прогулянці — незнайомець з пістолетом
- 1959 — Останній розгніваний чоловік — доктор Сем Абельман